# Сліпі-Голлоу (Іллінойс)
Сліпі-Голлоу (англ. Sleepy Hollow) — селище (англ. village) в США, в окрузі Кейн штату Іллінойс. Населення — 3214 особи (2020).

## Географія
Сліпі-Голлоу розташоване за координатами 42°5′25″ пн. ш. 88°18′49″ зх. д. / 42.09028° пн. ш. 88.31361° зх. д. (42.090287, -88.313712).  За даними Бюро перепису населення США в 2010 році селище мало площу 5,25 км², з яких 5,18 км² — суходіл та 0,07 км² — водойми.

## Демографія
Згідно з переписом 2010 року, у селищі мешкали 3304 особи в 1190 домогосподарствах у складі 982 родин. Густота населення становила 630 осіб/км².  Було 1230 помешкань (234/км²).
Расовий склад населення:
| - 93,2 % — білих - 1,8 % — азіатів - 1,7 % — чорних або афроамериканців - 0,1 % — корінних американців - 2,1 % — осіб інших рас |

До двох чи більше рас належало 1,2 %. Частка іспаномовних становила 6,3 % від усіх жителів.
За віковим діапазоном населення розподілялося таким чином: 24,1 % — особи молодші 18 років, 63,0 % — особи у віці 18—64 років, 12,9 % — особи у віці 65 років та старші. Медіана віку мешканця становила 45,7 року. На 100 осіб жіночої статі у селищі припадало 100,1 чоловіків;  на 100 жінок у віці від 18 років та старших — 97,0 чоловіків також старших 18 років.
Середній дохід на одне домашнє господарство  становив 111 748 доларів США (медіана — 94 250), а середній дохід на одну сім'ю — 124 915 доларів (медіана — 115 556). Медіана доходів становила 86 638 доларів для чоловіків та 43 491 долар для жінок. За межею бідності перебувало 2,6 % осіб, у тому числі 1,3 % дітей у віці до 18 років та 3,5 % осіб у віці 65 років та старших.
Цивільне працевлаштоване населення становило 1668 осіб. Основні галузі зайнятості: освіта, охорона здоров'я та соціальна допомога — 17,3 %, роздрібна торгівля — 13,1 %, науковці, спеціалісти, менеджери — 12,9 %.